# Corsair (Schiff)
Die Corsair ist ein Luftkissenkatamaran. Das vom Schiffstyp als „Surface Effect Ship“ (SES) bezeichnete Fahrzeug wurde von Blohm + Voss entwickelt, konstruiert und 1989 als Erprobungsträger gebaut, um Erfahrungen zur Verwendung als schnelle RoPax-Fähre sowie Polizei- oder Zollfahrzeug zu sammeln.

## Technische Beschreibung
Der Luftkissenkatamaran hat einen getunnelten Aufbau und schwimmt auf zwei Rümpfen. Mit einer Länge von 35,3 m, einer Breite von 13 m und Tiefgang von 2,3 m (als Verdränger) hat die Corsair eine Verdrängung von 170 t. Der Zwischenraum zwischen den Rümpfen am Bug und am Heck wird durch flexible, aus Gummimaterial bestehenden Schürzen weitgehend abgedichtet, um Verluste des Luftkissens möglichst gering zu halten. Beim Luftkissenbetrieb wird mit Gebläsen ein Luftkissen im Hohlraum zwischen den Rümpfen und den Schürzen erzeugt, wodurch sich der Katamaran aus dem Wasser hebt und sich der Tiefgang auf rund einen Meter verringert. Die maximale Geschwindigkeit im Luftkissenbetrieb mit einem Tiefgang von 0,8 m beträgt bei der Corsair rund 45 kn. Der Antrieb erfolgt über zwei in den Teilrümpfen befindlichen Verstellpropeller.

## Geschichte
Surface Effect Ships sind Hybridboote, die als Kombination aus einem Katamaran mit einem zusätzlichen Luftkissen (Hovercraft) bestehen. Die Corsair wurde als Modell im großen Umlauftank der Versuchsanstalt für Wasserbau und Schiffbau (VWS) in Berlin untersucht und optimiert. Ab 1989 wurden mit dem Original umfangreiche Versuche besonders im Flachwasser der Ost- und Nordsee durchgeführt. Dabei wurden viele wissenschaftliche Messungen durchgeführt und dokumentiert. Außer diesen Messfahrten erfolgten bis zum Jahr 2000 weitere Fahrten zur Präsentation des Luftkissenkatamarans.